# Martin Štěpánek (textař)
Martin „Matěj“ Štěpánek (24. dubna 1968 České Budějovice – 28. března 2011 Neapol), byl zakládajícím členem hudební skupiny Přátelé bzukotu včel , punkové kapely Telex a bluespunkového tria Přátelé bzukotu včel II. V těchto skupinách především psal texty, tvořil hudbu a hrál na kytaru, kterou miloval, hru na ni studoval u učitelů P. Lohonky a P. Pokorného (Minnesengři) v Českých Budějovicích. Pro skupinu Přátelé bzukotu včel (PBV) vytvořil všechny skladby a pro skupinu Telex převážnou většinu textů a hudby nejen na demu "Řeznickej krám" 1989, (později Punk Radio 1996 a mnoho dalších, díky nimž se kapela Telex stala tak oblíbená). V bluespunkové sestavě Přátelé bzukotu včel II. pořádal jamová vystoupení s hosty, mnoho skladeb vznikalo "za jízdy" přímo na jevištích, texty "psal" z hlavy a zaznamenal je na demu "Kolotoče", které nikdy nemohlo dosáhnout kvality živých jamů... Stál i u vzniku hardcoreové formace L.D.Totenkopf, "tvrdé frakce" Telexu, napsal pro ni některé skladby a texty, při účinkování v ní se ale nechal zastoupit a začal cestovat. Ve své hudební tvorbě a životě té doby byl tím, komu se říká rocker, takový, kterým se nemůžete stát, takový, kterým se musíte narodit.
Byl veden u StB jako organizátor nepřátelských seskupení kvůli pořádání koncertů PBV, krytých jako narozeninové párty v různých místech většinou Jihočeského kraje, na které se sjížděla takzvaná "závadná mládež". Po revoluci hrál ještě chvíli se skupinou Telex a jamoval s PBV II. Pak se střídavě pohyboval mezi Francií a Čechami, potom Itálií a Čechami, kde se při návratech snažil tvořit nadále hudbu různých stylů (elektronickou, bonga, kytara, flétny). Život v Itálii (hlavně v Neapoli) a cestování po jižních státech Evropy, kde hrál na různé nástroje na ulici, mu učarovalo natolik, že tam nakonec strávil většinu svého života, což se mu nakonec stalo osudným. Jeho hrob je na Cimitero di Napoli.
Měl výtvarný talent (začátkem 90. let se živil jako brusič skla, maloval obrazy, fresky v bytech, vytvářel obaly na kazety pro svoje projekty, vyráběl různé umělecké artefakty, přívěšky, bonga). Vytvořil logo kapely Telex a většinu grafiky, kterou kapela dále používá dodnes. Propojení hudby, výtvarna a nadčasových textů z něj tvořilo ucelenou uměleckou osobnost. "Rebel" který se s konvenční společností nikdy nesblížil a ani po tom netoužil. Byl velmi tvůrčí a disciplinovaný, když tvořil, jeho dílo je dodnes viditelné a neopominutelně.
Slogan refrénu, jedné z raných písní Přátelé bzukotu včel: "Pěstujeme plané růže a nikdo nás nepřemůže" - jako by se tím celý život řídil.